# 寿岂堂徐氏
壽豈堂徐氏，是天津历史上的徐姓大族，是天津近现代门第屈指可数的大家族。明朝末年，起源于浙江宁波鄞县绕湖桥，北迁京师（今北京），三代后迁入津门（天津），历代名人辈出。其中以民国大总统徐世昌最为著名。

## 背景简介
天津徐氏在近现代有五个宗支，而寿岂堂徐氏最为显赫。“寿岂堂”是徐氏家族的家族祠堂堂号。“寿岂”，语出《诗经·小雅·蓼萧》中诗句：“宜兄宜弟，令德寿岂”。而“岂”与“恺”相同，是高寿并且安乐的意思。
《寿岂堂徐氏家谱》首次撰修于清朝道光初年，其首次纂修者为五世的徐炘。清朝光绪初年，徐炘的儿子徐墀（六世）再次修补增订《寿岂堂徐氏家谱》。民国初年，徐世昌（十世）进行了第三次修补，并且出资刊印行世。
现存《寿岂堂徐氏家谱》收藏于天津市社会科学院。现存有清朝光绪三十四年（1908年）和民国七年（1918年）两种铅印板本，每种三册。

## 世代
寿岂堂徐氏祖籍浙江宁波鄞县绕湖桥。徐世昌著有《续修天津徐氏家谱》，其中记载：“徐氏世居浙江宁波府鄞县之绕湖桥，始迁祖徐钟麟于明末只身北来顺天府大兴县，其年代不可考”。徐钟麟在明朝末年由浙江宁波鄞县只身一路北漂入京师（今北京），当时没有成年，所以家谱中只记载他“年未及冠”。徐钟麟后来加入明朝的军队，因军功敕封文林郎，晋武功将军，死后葬京师西便门外白云观西面。徐钟麟是寿岂堂徐氏始迁祖，第一代。
寿岂堂徐氏第二代徐孙森，字玉林，官至山西巡抚。
寿岂堂徐氏第三世徐学渊，字源长，同样也官至山西巡抚。但入赘津门，也就是入了天津籍。也就是从第三代起，徐家定居天津，入了天津籍，成了天津人。寿岂堂徐氏前三世以武功军功著称，四世以降，以诗书传家，以科举官僚著称。
寿岂堂徐氏第五世徐炘，字吟香，号晴圃，乾隆朝考中举人，官至光禄寺卿。徐炘始修《寿岂堂徐氏家谱》。
寿岂堂徐氏族人中最为显赫的是传至十世的徐世昌，字菊人，生于河南省卫辉府府城（今卫辉市）。他在清朝光绪十二年（1886年）登进士，官至军机大臣，东三省总督，皇族内阁大学士。清朝覆亡后，在民国北洋政府时期，曾担任中华民国大总统。在清民两代都到了顶峰。
徐世昌在寿岂堂徐氏河南辉卫的徐世昌家祠（河南省第三批重点文物保护单位）中石坊柱上题刻有自攥楷书联：“亭育托燕畿佳气常浮白云观，宗枝分卫水清波远溯绕湖桥”。其中“白云观”指一世徐钟麟在京师（北京）的墓地，“绕湖桥”指家族的起源地浙江宁波鄞县绕湖桥。

## 历代名人
寿岂堂徐氏族人中很多在封建科举中考取功名，特别从乾隆年到晚清，考中举人和副贡者多达18人，考中进士的有4人，前后跨越二十次科举。
- 一世
  - 徐钟麟：武功将军，京师始迁祖，原配镜川杨氏女
- 二世
  - 徐孙森：山西巡抚
- 三世
  - 徐学渊：山西巡抚，天津始迁祖
- 四世
  - 徐金楷
- 五世 
  - 徐辉：知县
  - 徐炘：巡抚
- 六世 
  - 徐城：知县
  - 徐堉：知府
  - 徐墀
  - 徐基
- 七世
  - 徐士銮：知府
- 八世
  - 徐思墀
  - 徐寿彝
- 九世
  - 徐嘉昌
- 十世
  - 徐世昌：巡警部尚书、邮传部尚书、东三省总督、协理大臣（清朝）；国务卿、大总统（民国）
  - 徐世章：（徐世昌堂弟）北洋政府交通部次长，全国铁路督办（兼），交通银行副总裁，中国国际运输局局长，币制局局长等职
  - 徐世光：（徐世昌之弟，小2岁）书法家

## 家族著作
寿岂堂徐氏族人著作颇丰，大多数流传至今。
- 四世 徐金楷著《步青堂余草》
- 五世 徐炘著《吟香书室诗文集》、《奏议》
- 六世 徐墀著《竹野诗存》
- 六世 徐基著《立山诗草》
- 七世 徐士銮著《敬乡笔述》、《医方丛话》、《古泉丛考》等11种著作
- 八世 徐思墀著《获湄诗草》
- 八世 徐寿彝著《晴雪山房诗文集》
- 九世 徐嘉昌著《退耕堂政书》、《弢斋述学》、《大清畿辅先哲传》、《书证》等10余种著作
- 十世 徐世昌著《晚晴簃诗汇》、《清儒学案》等10余种著作

## 家族刻印
寿岂堂徐氏族人热衷刊刻书籍，尤其在清朝道光年后。
- 五世 徐炘刻 唐 孙过庭《书谱》（道光十一年，1831年）
- 七世 徐士銮刻 清初 张霔《欸乃书屋诗集》、《读晋书绝句》，宁荦《仪礼古文疏证》等书籍著作
- 十世 徐世昌晚年成立东海编纂处，刊刻过过《新元史》等30余种书籍著作。